# Кормовское сельское поселение (Ростовская область)
Кормовское сельское поселение — сельское поселение в Ремонтненском районе Ростовской области.
Административный центр поселения — село Кормовое.

## История
С целью укрепления южных границ Российский империи и обустройства кратчайшей дороги, которая бы связывала Кавказ с центральными губерниями России, был издан указ от 30 декабря 1846 года «О заселении дорог на калмыцких землях, в Астраханской губернии», который гласил: «Учредить 44 станицы в 6 направлениях о поселении в каждой из них по 50 калмыцких семей и государственных крестьян с наделением их 30 десятинной душевой пропорцией земли.»
19 июля 1847 года были выбрано место под будущую станицу Кормовая. На этом месте стояли кибитки калмыков, а также конный и верблюжий отряды регулярной армии, которые вели заготовку кормов для нужд Кавказской армии и одновременно выполняли охрану тракта от набегов кочевников.
Село Кормовое до 1875 года входило в Астраханский уезд Астраханской губернии, а с 1875 года ― в Крестовую волость Черноярского уезда Астраханской губернии.
В декабре 1929 года в селе Кормовое было образован колхоз под название «Красный скотовод». В 1930 году его посевная площадь составила 180 га. В хуторах Горьком и Сладком была создана артель «Дружный скотовод».
В 1932 году колхозы были объединены, а площадь посевного поля увеличилась до 800 га.
К 1933 году в село Кормовое была завершена коллективизация. Те жители, кто оказывал сопротивление, были репрессированы и отправлены в Сибирь, Урал или на крайний север.
В 1935 году в колхозе появились трактора.
В годы Великой Отечественной войны на фронт ушло 419 человек, домой из которых вернулось 168. Летом 1942 года сельские гоняли колхозный скот в эвакуацию за Волгу, чтобы он не достался приближавшимся немецким войскам.
В 1975 году был образован Кормовский сельский совет народных депутатов. В 1970-80-х годах село стало возрождаться: началось интенсивное строительство жилья, объектов инфраструктуры. В сёла провели воду.

## Состав поселения
| № | Населённый пункт | Тип населённого пункта       | Население |
| - | ---------------- | ---------------------------- | --------- |
| 1 | Кормовое         | село, административный центр | 886       |
| 2 | Садовое          | хутор                        | 106       |
| 3 | Тихий Лиман      | посёлок                      | 636       |

## Население
| 2010  | 2012  | 2013  | 2014  | 2015  | 2016  | 2017  |
| ----- | ----- | ----- | ----- | ----- | ----- | ----- |
| 1628  | ↘1605 | ↘1593 | ↘1584 | ↘1554 | ↘1548 | ↗1559 |
| 2018  | 2019  | 2020  | 2021  |       |       |       |
| ↗1570 | ↘1558 | ↘1530 | ↘1515 |       |       |       |